# Rotstekeningen van de Sierra de San Francisco

Bergketen met de vindplaats van de rotstekeningen

Met de rotstekeningen van de Sierra de San Francisco wordt prehistorische kunst aangeduid van de Cochimí, een uitgestorven bevolkingsgroep uit de Yuma-Cochimítalenfamilie. Tekeningen werden gevonden in de bergketens van de Sierra de San Francisco, bij het bergdorpje Sierra de San Francisco, gelegen in de 33.092 km² grote gemeente Mulegé in het noorden van de deelstaat Baja California Sur, centraal op het schiereiland Neder-Californië van Mexico. Het is een door de UNESCO erkende site van cultureel werelderfgoed.
De Precolumbiaanse tekeningen stellen het dagelijks leven van de Cochimí voor. De eerste ontdekking door Europeanen dateert uit de 18e eeuw, en staat op naam van Francisco Javier, een Spaans Jezuïetenmissionaris. Op moeilijk toegankelijke locaties zijn zo'n 250 uitstekend bewaarde vindplaatsen geïnventariseerd.
Alle vindplaatsen bevinden zich in het El Vizcaíno Biosphere Reserve, een groot natuurreservaat. Mexico plaatste het cultuurerfgoed in 1989 op de voorstellijst. De UNESCO voegde de site in 1993 tijdens de 17e sessie van de Commissie voor het Werelderfgoed toe aan de werelderfgoedlijst.
Agavelandschap en oude industriële faciliteiten van Tequila · Hydraulisch systeem van het aquaduct van Padre Tembleque · Oude Mayastad en beschermde tropische regenwouden van Calakmul, Campeche · Historische versterkte stad Campeche · Precolumbiaanse stad Chichén Itzá · Centrale Universiteitsstadscampus van de Nationale Autonome Universiteit van Mexico · Biosfeerreservaat El Pinacate y Gran Desierto de Altar · El Camino Real de Tierra Adentro · Precolumbiaanse stad El Tajín · Franciscaanse missieposten in de Sierra Gorda van Queretaro  · Historische stad Guanajuato en aangrenzende mijnen · Hospicio Cabañas, Guadalajara · Eilanden en beschermde gebieden in de Golf van Californië · Luis Barragánhuis en -studio · Historisch Centrum van Mexico-Stad en Xochimilco · Vroeg-16e-eeuwse kloosters op de hellingen van de Popocatépetl · Historisch centrum van Morelia · Historisch centrum van Oaxaca en Monte Albán · Precolumbiaanse stad en nationaal park Palenque · Archeologische zone van Paquimé, Casas Grandes · Historisch centrum van Puebla · Historische monumentenzone van Querétaro · Revillagigedo-archipel · Biosfeerreservaat van de monarchvlinder · Rotstekeningen van de Sierra de San Francisco · Beschermde stad San Miguel en het Heiligdom van Jesús de Nazareno de Atotonilco · Sian Ka'an · Precolumbiaanse stad Teotihuacan · Historische monumentenzone van Tlacotalpan · Precolumbiaanse stad Uxmal · Walvisreservaat van El Vizcaíno · Archeologische monumentenzone van Xochicalco · Historisch centrum van Zacatecas · Tehuacán-Cuicatlánvallei: oorspronkelijke habitat van Mesoamerika · Wixárikaroute langs heiligdommen naar Wirikuta (Tatehuarí Huajuyé)